# Olympische Sommerspiele 2020/Teilnehmer (Samoa)
| Gelbes Symbol für Goldmedaillen mit stilisierten Olympischen Ringen | Graues Symbol für Silbermedaillen mit stilisierten Olympischen Ringen | Braundes Symbol für Bronzemedaillen mit stilisierten Olympischen Ringen |
| ------------------------------------------------------------------- | --------------------------------------------------------------------- | ----------------------------------------------------------------------- |
| —                                                                   | —                                                                     | —                                                                       |

Samoa nahm an den Olympischen Spielen 2020 in Tokio teil. Es war die insgesamt zehnte Teilnahme an Olympischen Sommerspielen. Das Samoa Association of Sports and National Olympic Committee nominierte acht Athleten in fünf Sportarten.

## Teilnehmer nach Sportarten

### Boxen
| Athleten                | Wettbewerb              | 1. Runde | 1. Runde | Achtelfinale  | Achtelfinale  | Viertelfinale | Viertelfinale | Halbfinale    | Halbfinale    | Finale        | Finale        | Rang |
| Athleten                | Wettbewerb              | Gegner   | Erg.     | Gegner        | Erg.          | Gegner        | Erg.          | Gegner        | Erg.          | Gegner        | Erg.          | Rang |
| ----------------------- | ----------------------- | -------- | -------- | ------------- | ------------- | ------------- | ------------- | ------------- | ------------- | ------------- | ------------- | ---- |
| Männer                  |                         |          |          |               |               |               |               |               |               |               |               |      |
| Marion Faustino Ah Tong | Weltergewicht bis 69 kg | S. Zimba | 0:5      | ausgeschieden | ausgeschieden | ausgeschieden | ausgeschieden | ausgeschieden | ausgeschieden | ausgeschieden | ausgeschieden | 17   |
| Ato Plodzicki-Faoagali  | Schwergewicht bis 91 kg | Freilos  | Freilos  | U. Smjahlikau | 1:4           | ausgeschieden | ausgeschieden | ausgeschieden | ausgeschieden | ausgeschieden | ausgeschieden | 9    |

### Judo
| Athleten           | Wettbewerb | 1. Runde | 1. Runde | 2. Runde  | 2. Runde | Achtelfinale  | Achtelfinale  | Viertelfinale | Viertelfinale | Halbfinale / Trostrunde | Halbfinale / Trostrunde | Finale / Platz 3 | Finale / Platz 3 | Rang |
| Athleten           | Wettbewerb | Gegner   | Ergebnis | Gegner    | Ergebnis | Gegner        | Ergebnis      | Gegner        | Ergebnis      | Gegner                  | Ergebnis                | Gegner           | Ergebnis         | Rang |
| ------------------ | ---------- | -------- | -------- | --------- | -------- | ------------- | ------------- | ------------- | ------------- | ----------------------- | ----------------------- | ---------------- | ---------------- | ---- |
| Männer             |            |          |          |           |          |               |               |               |               |                         |                         |                  |                  |      |
| Peniamina Percival | bis 81 kg  | Freilos  | Freilos  | F. de Wit | 0s1:10   | ausgeschieden | ausgeschieden | ausgeschieden | ausgeschieden | ausgeschieden           | ausgeschieden           | ausgeschieden    | ausgeschieden    | 17   |

### Kanu

#### Kanurennsport
| Athleten                                | Wettbewerb | Vorlauf      | Vorlauf | Halbfinale   | Halbfinale | Finale        | Finale        | Rang          |
| Athleten                                | Wettbewerb | Zeit         | Rang    | Zeit         | Rang       | Zeit          | Rang          | Rang          |
| --------------------------------------- | ---------- | ------------ | ------- | ------------ | ---------- | ------------- | ------------- | ------------- |
| Frauen                                  |            |              |         |              |            |               |               |               |
| Anne Cairns                             | K-1 200 m  | 46,795 s     | 7       | 47,141 s     | 8          | ausgeschieden | ausgeschieden | ausgeschieden |
| Anne Cairns                             | K-1 500 m  | 2:03,667 min | 6       | 2:02,525 min | 4          | ausgeschieden | ausgeschieden | ausgeschieden |
| Männer                                  |            |              |         |              |            |               |               |               |
| Clifton Tuva'a                          | K-1 200 m  | 38,363 s     | 4       | 38,287 s     | 4          | ausgeschieden | ausgeschieden | ausgeschieden |
| Clifton Tuva'a                          | K-1 1000 m | 4:11,029 min | 4       | 4:21,301 min | 4          | ausgeschieden | ausgeschieden | ausgeschieden |
| Rudolph Berking-Williams                | K-1 200 m  | 42,083 s     | 5       | 41,950 s     | 5          | ausgeschieden | ausgeschieden | ausgeschieden |
| Rudolph Berking-Williams                | C-1 1000 m | 5:19,538 min | 8       | DNS          | DNS        | ausgeschieden | ausgeschieden | ausgeschieden |
| Clifton Tuva'a Rudolph Berking-Williams | K-2 1000 m | 3:55,617 min | 5       | 3:46,523 min | 5          | 3:56,17 min   | 8             | 16            |

### Leichtathletik
Springen und Werfen 
| Athleten  | Wettbewerb | Qualifikation | Qualifikation | Finale        | Finale        | Rang |
| Athleten  | Wettbewerb | Weite/Höhe    | Rang          | Weite/Höhe    | Rang          | Rang |
| --------- | ---------- | ------------- | ------------- | ------------- | ------------- | ---- |
| Männer    |            |               |               |               |               |      |
| Alex Rose | Diskuswurf | 61,72 m       | 18            | ausgeschieden | ausgeschieden | 18   |

### Segeln
| Athleten     | Wettbewerb | Qualifikation | Qualifikation | Medal Race    | Medal Race    | Punkte | Rang |
| Athleten     | Wettbewerb | Punkte        | Rang          | Punkte        | Rang          | Punkte | Rang |
| ------------ | ---------- | ------------- | ------------- | ------------- | ------------- | ------ | ---- |
| Männer       |            |               |               |               |               |        |      |
| Eroni Leilua | Laser      | 268           | 32            | ausgeschieden | ausgeschieden | 268    | 32   |